# Jugoistočna Engleska
Jugoistočna Engleska jedna je od devet službenih regija Engleske i na prvoj je razini NUTS-a (Nomenclature of Territorial Units for Statistics), statističkih regija Ujedinjenog Kraljevstva. Sastoji se od grofovija Buckinghamshire, Istočni Sussex, Hampshire, Otok Wight, Kent, Oxfordshire, Berkshire, Surrey i Zapadni Sussex. Vodeći gradovi u regijama uključuju Brighton i Hove, Guildford, Portsmouth, Milton Keynes, Reading, Oxford, Slough i Southampton.

## Osnovne značajke
Jugoistočna Engleska treća je po veličini regija u Engleskoj, s površinom od 19 096 km2, a ujedno je i najmnogoljudnija regija s ukupno 9,18 milijuna stanovnika (2019.). U regiji se nalazi sedam gradova s legalnim statusom cityja: Brighton i Hove, Canterbury, Chichester, Oxford, Portsmouth, Southampton i Winchester.
Činjenica da regija graniči s Londonom i dobra prometnna povezanost s nekoliko nacionalnih autocesta, dovele su do toga da je Jugoistočna Engleska postala uspješno gospodarsko središte sa, nakon Londona, najvećim gospodarstvom bilo koje regije u Velikoj Britaniji.
U regiji se nalazi zračna luka Gatwick, druga po prometu zračnih luka u Velikoj Britaniji, dok se zračna luka Heathrow (najprometnija zračna luka u Velikoj Britaniji) nalazi unutar Velikog Londona (London Borough of Hillingdon) koji se nalazi uz samu granicu regije Jugoistočne Engleske.
Obala duž La Manche pruža brojne trajektne prijelaze prema kopnenoj Europi.

## Upravljanje i politika
Jugoistočna Engleska službena je regija u svrhe statističkog i strateškog planiranja, ali je ne opslužuje niti jedna izravno izabrana regionalna vlada. Od 1998. do 2010. godine mjesna vijeća poslana su volonterskoj Regionalnoj skupštini Jugoistočne Engleske sa sjedištem u Guildfordu. Delegati su se sastajali šest puta godišnje i bili su odgovorni za Razvojnu agenciju jugoistočne Engleske - agenciju koja je nadzirala investicijske projekte u cijeloj regiji. Ukinuta je 31. ožujka 2009. godine i zamijenjen s Vijećem jugoistočne Engleske sa sjedištem u Kingstonu na Temzi. U regiji je izvršena poddioba na nekoliko mjesnih vijeća, koja se većinom sastoje od dvorazinskih vijeća s predstavnicima nemetropolitanskih okruga te unitarnih uprava, međutim ovo vijeće je službeno ukinuto 31. ožujka 2010. godine.
U lipnju 2010. godine, nova koalicijska vlada objavila je svoje namjere da ukine Regionalne prostorne strategije i vrati ovlasti prostornog planiranja lokalnoj upravi. U ožujku 2011. godine, koalicijski Odbor za zajednicu i lokalnu samoupravu objavio je svoje izvješće o implikacijama ukidanja sustava RSS, (Regional Spatial Strategies) Regionalne prostorne strategije. Izjavio je da: "Namjera ukidanja regionalnih strategija prostornog planiranja ostavlja vakuum u srcu engleskog sustava planiranja koji bi mogao imati duboke socijalne, ekonomske i ekološke posljedice koje bi trebale trajati dugi niz godina."

## Tabelarni prikaz Regije
| Karta                                     | Ceremonijalne grofovije                     | Nemetropolitanske grofovije / Unitarne uprave | Nemetropolitanski okruzi             |
| ----------------------------------------- | ------------------------------------------- | --- | ------------------------------------ |
|                                           | 1. Berkshire                                | a) Zapadni Berkshire Unitarna uprava | a) Zapadni Berkshire Unitarna uprava |
| b) Reading - unitarna uprava              | 1. Berkshire                                | |                                      |
| c) Wokingham - unitarna uprava            | 1. Berkshire                                | |                                      |
| d) Bracknell Forest - unitarna uprava     | 1. Berkshire                                | |                                      |
| e) Windsor & Maidenhead - unitarna uprava | 1. Berkshire                                | |                                      |
| f) Slough - unitarna uprava               | 1. Berkshire                                | |                                      |
| Buckinghamshire                           | 2. Vijeće Buckinghamshira - unitarna uprava | 2. Vijeće Buckinghamshira - unitarna uprava |                                      |
| Buckinghamshire                           | 3. Milton Keynes - unitarna uprava          | |                                      |
| Istočni Sussex                            | 4. Istočni Sussex                           | a) Hastings, b) Rother Okrug, c) Okrug Wealden, d) Eastbourne, e) Okrug Lewes |                                      |
| Istočni Sussex                            | 5. Brighton & Hove - unitarna uprava        | |                                      |
| Hampshire                                 | 6. Hampshire                                | a) Fareham, b) Gosport, c) Winchester, d) Havant, e) Istočni Hampshire, f) Hart, g) Rushmoor, h) Basingstoke & Deane, i) Test Valley, j) Eastleigh, k) New Forest                  |                                      |
| Hampshire                                 | 7. Southampton -unitarna uprava             | |                                      |
| Hampshire                                 | 8. Portsmouth - unitarna uprava             | |                                      |
| 9. Otok Wight                             |                                             | |                                      |
| Kent                                      | 10. Kent                                    | a) Dartford, b) Gravesham, c) Sevenoaks, d) Tonbridge & Malling, e) Tunbridge Wells, f) Maidstone, g) Swale, h) Ashford, i) Folkestone & Hythe, j) Canterbury, k) Dover, l) Thanet |                                      |
| Kent                                      | 11. Medway - unitarna uprava                | |                                      |
| 12. Oxfordshire                           | 12. Oxfordshire                             | a) Oxford, b) Cherwell, c) Južni Oxfordshire, d) Dolina White Horse, e) Zapadni Oxfordshire                                                                                        |                                      |
| 13. Surrey                                | 13. Surrey                                  | a) Spelthorne, b) Runnymede, c) Surrey Heath, d) Woking, e) Elmbridge, f) Guildford, g) Waverley, h) Mole Valley, i) Epsom & Ewell, j) Reigate & Banstead, k) Tandridge            |                                      |
| 14. Zapadni Sussex                        | 14. Zapadni Sussex                          | a) Worthing, b) Arun, c) Chichester, d) Horsham, e) Crawley, f) Središnji Sussex, g) Adur                                                                                          |                                      |